# Ygyln
Ygyln är en sjö i Åre kommun i Jämtland och ingår i Indalsälvens huvudavrinningsområde. Sjön har en area på 0,2 kvadratkilometer och ligger 648,2 meter över havet. Sjön avvattnas av vattendraget Skårrån.

## Delavrinningsområde
Ygyln ingår i det delavrinningsområde (702211-135597) som SMHI kallar för Utloppet av Ygyln. Medelhöjden är 685 meter över havet och ytan är 1,08 kvadratkilometer. Räknas de 2 avrinningsområdena uppströms in blir den ackumulerade arean 17,32 kvadratkilometer. Skårrån som avvattnar avrinningsområdet har biflödesordning 3, vilket innebär att vattnet flödar genom totalt 3 vattendrag innan det når havet efter 333 kilometer. Avrinningsområdet består mestadels av skog (61 procent) och kalfjäll (21 procent). Avrinningsområdet har 0,2 kvadratkilometer vattenytor vilket ger det en sjöprocent på 18,4 procent.